# Лимитроф
Лимитро́ф (от лат. limitrophus «пограничный») — термин, означающий совокупность государств, образовавшихся после 1917 года на территории, входившей в состав Российской империи. 
По окончании Первой мировой войны термин использовался для обозначения, по определению Малой советской энциклопедии, «государств, образовавшихся из окраин бывшей царской России, главным образом, из западных губерний (Эстония, Латвия, Литва, Финляндия, отчасти Польша и Румыния)». А Б. В. Савинков причислял ещё и Чехословакию.

## Этимология и употребление термина
Изначально словом лимитроф обозначали пограничную область Римской империи, обязанную содержать стоящие на её территории особые подразделения императорских войск — лимитаны.
Словарь Уэбстера определяет этимологию слова англ. limitrophe как французскую, которая восходит к поздне-латинскому limitrophus — «граничащий с», буквально, обеспечивающий проживание пограничных войск — несистематически образованному от лат. limes, limitis (граница) и греч. τροφός (кормилец). Слово зарегистрировано с 1763 года.
Жермена де Сталь называла "лимитрофом" Российскую империю - "мощную лимитрофную нацию Азии" (la puissante nation limitrophe de l'Asie).
Словарь Д. Н. Ушакова (1938) повторяет определение Малой Советской энциклопедии (1929) по сущности, однако не упоминает Польшу:

ЛИМИТРО́Ф, а, м. (латин. limitrophus — пограничный) (полит. нов.) Название государств, которые образовались после Октябрьской Социалистической Революции на окраине бывшей Российской империи: Эстония, Литва, Латвия, а также Финляндия.
— 
В «Толковом словаре иноязычных слов» (1998) Л. П. Крысин пытается объединить оба варианта списка лимитрофов:

ЛИМИТРО́Ф, а, м. ист. 1. Пограничная область Римской империи, которая должна была содержать войска, стоявшие на границе. 2. В 1920—30-х гг.: название какого-нибудь из государств, образовавшихся на западной окраине бывшей Российской империи после 1917 г. Лимитрофный — являющийся лимитрофом. | Лимитрофами являлись Латвия, Литва, Эстония, Польша и Финляндия.
— 
однако — с учётом реактивации термина — не вполне корректно атрибутирует его как «ист.», и не вполне оправданно представляет данный им список лимитрофов как исчерпывающий.
Вариации с Польшей и Финляндией (возможно, вызванные в 1930-е годы не «недосмотром» редакторов, а тонкостями внешнеполитической конъюнктуры) не исчерпывают расхождения источников касательно списка лимитрофов.
Термин «лимитрофные государства» употреблялся не только в Союзе ССР. Так, в утверждённой 11 апреля 1939 года Гитлером «Директиве о единой подготовке вооружённых сил к войне на 1939—1940 гг.» указывалось, что после разгрома Польши Германия должна взять под свой контроль Литву и Латвию:

Позиция лимитрофных государств будет определяться исключительно военными потребностями Германии. С развитием событий может возникнуть необходимость оккупировать лимитрофные государства до границы старой Курляндии и включить эти территории в состав империи.
— 
Как геополитический факт, впервые возникшее в конце 1910-х гг. понятие лимитрофных государств переходит в разряд исторических к концу Великой Отечественной войны: победа над Германией вернула западные пределы СССР, в основном, к границам Российской империи на начало Первой мировой войны (за исключением Финляндии и Польши, а также Карсской области).
Применив этот уже известный термин к той же геополитической совокупности, что подразумевалась под понятием лимитрофные государства в период 1917—1945 гг., вновь использовавший его В. Л. Цымбурский не ввёл новое понятие, а лишь осовременил его определение, привязав его к сформулированному им понятию «межцивилизационного пояса». Этим ранее известный термин был вновь активизирован в лексиконе современной российской политологии — теперь уже применительно к новым государствам, декларировавшим свой суверенитет в период распада СССР.

## Термин в научном обороте

### Между Первой и Второй мировой войнами
Б. А. Кушнер использует термин в качестве заглавия 2-й главы своих путевых заметок «Сто три дня на Западе», описывающих его путешествие, состоявшееся в 1926 году. Книга эта вышла в 1928 и была переиздана в 1930 году. Во второй главе автор описывает Латвию и её столицу Ригу:

Глава 2. Лимитроф
Лимитрофная страна — Латвия из промышленной русской окраины стала аграрным государством. Резко изменился социальный состав её населения. Перед войной было сто пятьдесят тысяч одних промышленных рабочих, теперь едва-едва насчитывают сорок тысяч вместе с ремесленниками. Раньше городские жители составляли сорок процентов всего населения, теперь едва лишь двадцать пять процентов.
— Прихожая Европы: Три главы из книги Б. А. Кушнера «Сто три дня на Западе» / Подготовка текста, вступительная статья Е. Р. Пономарёва // Журнальный зал. — «Нева». — 2008. — № 8.]
Изменения в демографии Кушнер объяснял тем, что промышленность была частично эвакуирована царским правительством, а частично — уничтожена в результате войны.

### После 1991 года
Возрождение термина «лимитроф» в 1990-е годы связывается прежде всего с именем философа, востоковеда и политолога В. Л. Цымбурского. Также концепцию Великого Лимитрофа с 1994 г. независимо от Цымбурского развивает воронежский историк С. В. Хатунцев.
Термин в интерпретации Цымбурского вошёл в современный научный оборот. Например, авторы работы «Pseudo-states as harbingers of a post-modern geopolitics…», изданной Университетом Колорадо (США), пишут:

Однако использование понятия «лимитрофов» — геополитически нестабильных пространств между цивилизационными платформами (Цымбурский, 1997) — будет весьма полезным для целей нашей дискуссии².
² Термин «лимитроф» весьма схож с термином shatterbelt 〔≈пояс рассыпавшихся осколков〕в определении Коэна (1963).
Оригинальный текст (англ.)
However, the concept of „limitrophs“ - geopolitically unstable spaces between civilisational platforms (Zimbursky, 1997) – is very useful in our discussion².
²The concept of limitroph is very similar to that of shatterbelt as defined by Cohen (1963).

В качестве вновь введённой в оборот научной категории (с повторным «приоритетом» Цымбурского) термин «лимитрофы» признаёт и учёный-международник, профессор МГИМО А. Д. Богатуров, подчёркивая нейтральность этого термина:

по смыслу нейтральное словечко «лимитрофы» (от лат. limitrophus — пограничный), которым стали обозначать государства, возникшие на окраинах Российской империи и Советского Союза в результате революции 1917 года и распада СССР.

В последние годы термин стал активно использоваться не только в научном обороте, но и в российской публицистике и в СМИ для обозначения государств, заявивших о своём суверенитете в процессе распада СССР, как правило — с уничижительным оттенком.
Пример:

стандартный геополитический термин для территорий по окраинам империи, опосредующих её отношения с чужеродным миром и при этом часто имеющих двойственный, размытый статус.

### Доктрина «Великого лимитрофа» Цымбурского
В. Л. Цымбурский рассматривает пояс примыкающих к России лимитрофов как «лимитроф-гигант, который, рассекая Евро-Азию, вычленяет Россию и придает ей черты своеобразного острова внутри континента».
Цымбурский утверждает, что «великий межцивилизационный пояс (лимитроф), который тянется от Прибалтики через Восточную Европу и, охватывая Кавказ, постсоветскую Среднюю Азию и так называемую старую Тибето-Синьцзяно-Монгольскую Центральную Азию, заканчивается в Корее». Он констатирует, что данный «пояс территорий-проливов дистанцирует Россию от силовых центров, сложившихся на платформах других цивилизаций».
В. Л. Цымбурский считает важнейшей геополитической задачей обеспечить связи Дальнего Востока и Урало-Сибири с цивилизационным ядром России при помощи продуманной системы тарифов и демографической политики, сдерживающей пограничное давление Китая.

Нас вечно заботит какая-то ерунда, вроде того, останутся ли в формальном подданстве у страны, не ищущей ничего сверх завалящего выживания, Чечня и Дагестан. Тогда как думать надо об ином: о сохранении целостности нашей платформы, о повышении нашего авторитета на всём Великом Лимитрофе, о смещении хозяйственного центра на восток не в порядке колонизационного аврала, но в перспективе фундаментального изменения геополитического имиджа России. Не то страшно, что какие-то ребята в Поволжье грезят о «тюркской Евразии» — страшно, когда Дальний Восток и Урало-Сибирь теряют связи с Евророссией. Страшно, когда обширнейшая часть выпавшей из европейской геополитики страны наводняется европейским импортом, а Дальний Восток, отсекаемый от «метрополии» тарифами, превращается в китайскую товарную провинцию. Страшно читать о безработице в восточных регионах, то есть об избыточности (!) населения в краях, где его не хватает для смягчения внешнего прессинга и куда по нормальной демографической логике следовало бы всеми мыслимыми льготами канализировать беженцев, стекающихся в Россию.
— 
По мнению Цымбурского, существует опасность формирования из лимитрофов санитарного кордона с тенденцией превращения во враждебную России «санитарную империю», однако, основным геополитическим направлением на континенте для России он видит взаимодействие с регионами Азии.

### Конференция историков в Москве (декабрь 2007)
12 февраля 2007 года в Москве состоялся круглый стол «Россия и Прибалтика: компетентные ответы на исторические претензии лимитрофов», по итогам которого рабочая группа историков подготовила сборник выступлений и документов. Группа приступила к исследованиям «белых пятен» в истории Прибалтики и отношения её с другими республиками СССР. Информационное агентство REGNUM опубликовало итоговые рекомендации круглого стола, которые подготовили научный руководитель Центра истории войн и геополитики Института всеобщей истории РАН, доктор исторических наук Олег Ржешевский и президент «Фонда исторической перспективы», доктор исторических наук Наталья Нарочницкая.
Историки призвали противодействовать политико-идеологическим спекуляциям на исторической почве в Прибалтике, бороться с «фальсификаторами истории и создателями негативного образа России за рубежом», в том числе и на государственном уровне, а также пересмотреть Постановления Съезда Народных депутатов СССР от 24 декабря 1989 года в части ситуации вокруг подписания Советско-германского договора о ненападении от 23 августа 1939 года и секретных протоколов к нему, поставить развенчивание исторических мифов на государственную и научную основы.